# Luis del Olmo
Luis del Olmo Marote (Ponferrada, 31 de enero de 1937) es un periodista y locutor de radio español. Durante 44 años dirigió y presentó el programa radiofónico Protagonistas, el más longevo en la historia de la radio española con más de 12 000 programas, que se inició en 1969.

## Trayectoria
Tiene una larga trayectoria profesional que se remonta a sus años de adolescencia cuando hizo sus primeras incursiones en el mundo de las ondas, a través de Radio Juventud en su localidad natal. En 1962, en Madrid, tras haber estudiado ingeniería de minas, se incorpora por oposición a la cadena radiofónica Radio Nacional de España. Seis años después se instala en Barcelona. En RNE se hizo cargo, desde el 1 de julio de 1973 del célebre espacio Protagonistas, un magacín de 4 horas de duración, que en su primera etapa se llamó De costa a costa. Desde marzo de 1982 presentó simultáneamente el programa Hora Punta de la también pública Radiocadena española. Sin embargo, en enero de 1983 se vio forzado a abandonar el programa De costa a costa, en aplicación de la Ley de Incompatibilidades. Pocos días después se despedía también de RCE, al ser contratado por la Cadena COPE. Desde el 1 de febrero comienza a emitir Protagonistas, vosotros para la emisora propiedad de la Conferencia Episcopal Española, a través de Radio Miramar.
En 1991 vuelve a cambiar de emisora, al integrarse a la entonces recién creada Onda Cero, donde permanece hasta 2004. De ahí pasa, siempre con su espacio Protagonistas, a Punto Radio.
Tras la desaparición de Punto Radio en 2013, vuelve a incorporarse con su espacio emblemático en la emisora pública Radio Nacional de España desde mayo de 2013.
Destaca también su faceta como empresario radiofónico. En 1983 fue uno de los impulsores de Ràdio Salut, junto a José María Ballvé, Jorge Arandes y Francisco Palasí aunque pocos años después se desvinculó del proyecto. En 1991 puso en marcha Onda Rambla en Barcelona, con la que ha llegado a crear una cadena con 13 emisoras repartidas por toda la geografía catalana.
El 13 de diciembre de 2013 deja su oficio de locutor radiofónico jubilándose después de más de medio siglo frente a los micrófonos. Así lo anunció ese mismo día en un programa de RNE. Desde entonces, sigue vinculado al medio radiofónico como presidente de honor de la Academia Española de la Radio y colaborando activamente en la promoción del Día Mundial de la Radio.
El 12 de febrero de 2024, desde Onda Cero se le rindió un homenaje por el 50 aniversario de Protagonistas, a través de un podcast documental de Diego Fortea: 'Protagonista: Luis del Olmo', en el que se digitalizaron más de 500 grabaciones de su archivo personal para narrar los programas más destacados del locutor ponferradino.

## Premios Protagonistas y Micrófonos de Oro. Museo de la Radio

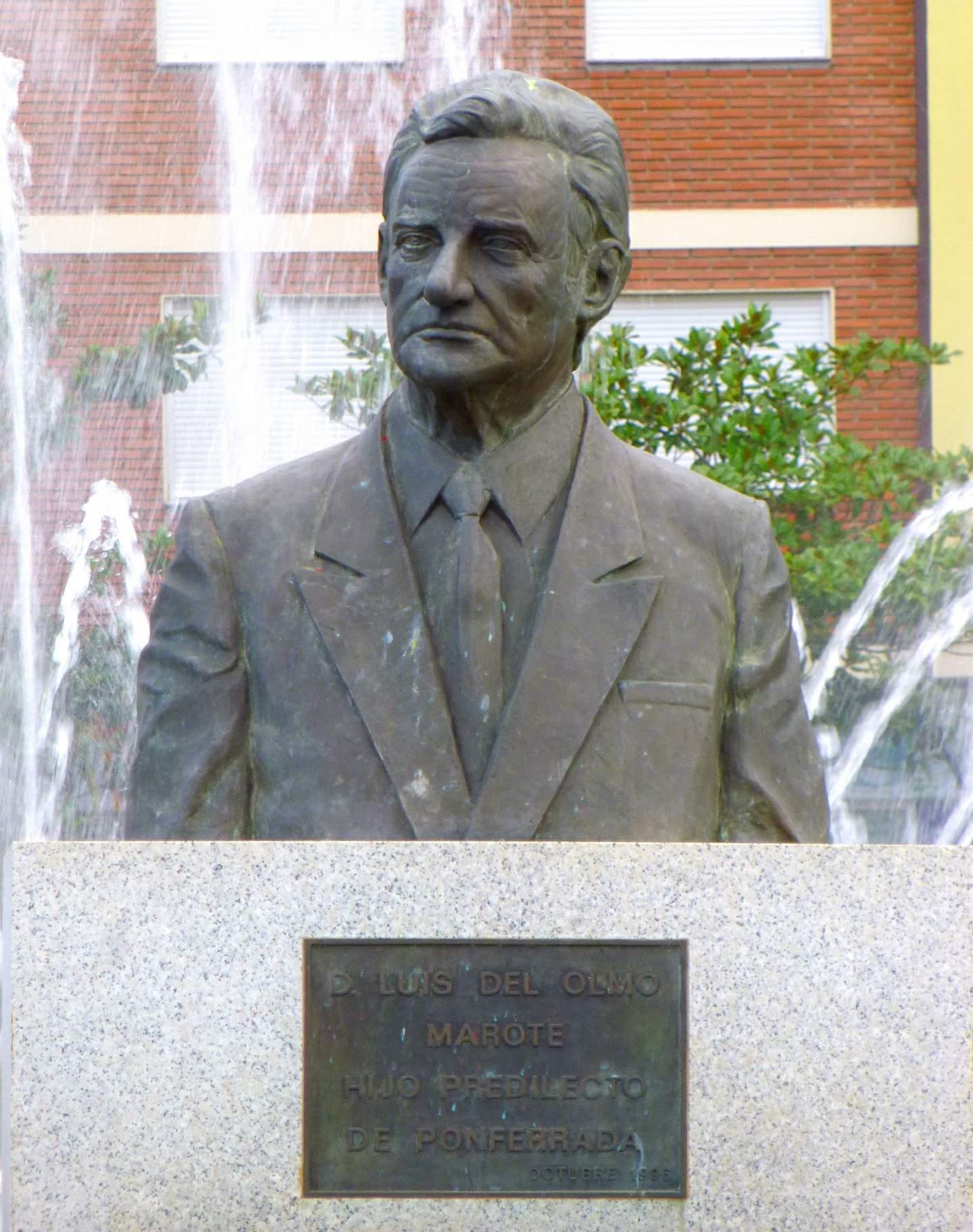
Monumento a Luis del Olmo en su Ponferrada natal

Desde 1997 se entregan anualmente en Barcelona los Premios Protagonistas, organizados por Onda Rambla y en los que Luis del Olmo ejerce de anfitrión, que premian a los protagonistas más destacados de cada ámbito de la actualidad. El acto finaliza con un almuerzo con platos típicos de El Bierzo y la imposición de la capa de cofrade de la Cofradía del Botillo a algún insigne personaje.
Es anfitrión a su vez, de los Premios Micrófono de Oro, creados en el año 2003 y que se celebran anualmente en Ponferrada dentro de la Semana Nacional de la Radio y que son concedidos por la Federación de Asociaciones de Radio y Televisión. En ese mismo año, se inauguró el Museo de la Radio "Luis del Olmo" en Ponferrada, con proyecto de Jesús Álvarez Courel, director del museo hasta su marcha en 2008. Fue inaugurado por el presidente de la Junta de Castilla y León, Juan Vicente Herrera.

## Compromiso frente al terrorismo
El discurso de Luis del Olmo frente al terrorismo y su denuncia y repulsa, le convirtieron en uno de los periodistas amenazados por la banda terrorista ETA. El etarra Fernando García Jodrá, convirtió a Del Olmo, con el visto bueno de la organización, en su objetivo personal, e intentó atentar contra su persona hasta en ocho ocasiones entre junio y diciembre de 2000.

## Polémicas
Tras la victoria electoral de José Luis Rodríguez Zapatero en 2004, Luis del Olmo se mostró muy crítico con la línea editorial de la COPE y, en especial, con el periodista Federico Jiménez Losantos, a quien llegó a llamar Pequeño talibán de sacristía, y le llegó a comparar con Queipo de Llano.
Años después, en una entrevista para el programa La noria el 23 de abril de 2011 admitió que las relaciones con Losantos ahora estaban normalizadas, al mismo tiempo que le felicitó por su trabajo y le deseó suerte en esRadio.

## Premios y distinciones
- Premio Ondas de 1971, en la categoría Locales de radio, como mola!.

- En 2002 su entrevista a Antonio Gaudí mereció una Mención especial del Jurado de los Premios Ondas.
- En 2005 recibe el Premio Agustín Merello de Comunicación por la Asociación de la Prensa de Cádiz.[16]

- El 26 de enero de 2007 fue investido doctor honoris causa por la Universidad Rey Juan Carlos de Madrid.
- El 30 de octubre de 2009 fue nombrado presidente de honor de la Academia Española de la Radio y se le otorgó la primera medalla de oro de esta institución en el Riojaforum Palacio de Congresos y Auditorio de La Rioja.
- En 2012 recibió, en la 59ª edición de los galardones que otorga Radio Barcelona de la Cadena SER, el Premio Ondas Especial del Jurado.[17]

- El 27 de enero de 2014 recibió en Boiro (La Coruña) el primer homenaje tras su retirada, de la mano del Club Exxpopress de Periodistas de Galicia, que le entregó el título de Socio de Honor y la Insignia de Plata de la entidad. Ese día también plantó y apadrinó un árbol con su nombre (un olmo, como su apellido) en el Parque de la Comunicación (en Boiro), el único parque de España creado por periodistas.

- El 7 de octubre de 2016 se le otorga la Gran Cruz de la Orden de Alfonso X el Sabio.[18]

- El 3 de marzo de 2017 se le entrega el Premio al Independiente del Año concedido por el partido Unión por Leganés.
- El 20 de marzo de 2020 recogió en Don Benito (Badajoz) el V Premio Santiago Castelo a la Trayectoria Periodística.

## Filmografía
- Documental TVE (04/12/2017), «Imprescindibles - Luis del Olmo. Protagonista» en rtve.es[19]